# Integrated Drive Electronics
Integrated Drive Electronics (prescurtat IDE) este o interfață standard pentru conectarea unei plăci de bază la dispozitive de stocare, cum ar fi hard disk-uri și unități CD-ROM/DVD. IDE-ul original avea o interfață pe 16 biți care conecta două dispozitive la un cablu cu o singură bandă. Fiecare canal IDE este un canal de date independent conectat in South Bridge. Cu IDE, acesta acceptă două discuri (master și slave) care împart lățimea de bandă pe acel canal.